# Église Notre-Dame de Camy (Payrac)
Pour les articles homonymes, voir Église Notre-Dame de Camy et Camy.
L'église Notre-Dame de Camy est située dans le Haut-Quercy sur la commune de Payrac dans le département du Lot et la région Occitanie en France.

## Historique
L’église de Camy, un hameau dépendant de la commune lotoise de Payrac, se situe à mi-chemin entre Souillac et Gourdon sur l’axe nord-sud et entre Sarlat et Rocamadour sur l’axe est-ouest.
Cet édifice religieux est fondé au XIIe siècle, mais a été profondément remanié entre la fin du XVe et la première moitié du XVIe, après les destructions de la Guerre de Cent Ans.
L'église est inscrite au titre des monuments historiques par arrêté du 18 décembre 2023.

## Description
L’église a ensuite souffert d’interventions inappropriées : les peintures sur la voûte et l'élévation nord du chœur ont été couvertes d’un enduit au XIXe. Depuis, la toiture a été refaite mais le clocher de l'église ne peut plus supporter les vibrations des cloches ; de plus, une grande partie du décor de la voûte du chœur est encore recouverte du décor de « ciel étoilé » du XIXe, qui a noirci.